# Webb Wilder
Webb Wilder, född John Webb McMurray 19 maj 1954 i Hattiesburg, Mississippi, är en amerikansk musiker som blandar stilarna country, surf guitar och rock'n'roll i en stil som kallas "swampedelic". Han bor för närvarande i Nashville, Tennessee. Hans första album (som Webb Wilder and the Beatnecks), It Came From Nashville, släpptes 1986.

## Diskografi
| År   | Titel                            | Skivbolag          | Producent                                                                 |
| 1986 | It Came From Nashville           | Landslide Records  | R.S. Field                                                                |
| 1989 | Hybrid Vigor                     | Island Records     | R.S. Field for Praxis International                                       |
| 1991 | Doo Dad                          | Zoo/Praxis/BMG     | R.S. Field                                                                |
| 1993 | It Came From Nashville (på CD)   | Watermelon Records | R.S. Field                                                                |
| 1995 | Town and Country                 | Watermelon Records | R.S. Field, George Bradfute, Webb & the Nashvegans                        |
| 1996 | Acres of Suede                   | Watermelon Records | R.S. Field and Scott Baggett                                              |
| 2005 | About Time                       | Landslide Records  | R.S. Field                                                                |
| 2005 | Scattered, Smothered and Covered | Varese Sarabande   | Various                                                                   |
| 2006 | Born To Be Wilder                | Landslide Records  | R.S.Field                                                                 |
| 2009 | More Like Me                     | Blind Pig Records  | Webb Wilder & Joe V. McMahan                                              |
| 2015 | Mississippi Mōderne              | Landslide Records  | Webb Wilder, Bob Williams, Tom Comet, George Bradfute, and Joe V. McMahan |